# Rio Mocotó
Rio Mocotó är ett vattendrag i Brasilien.   Det ligger i delstaten Rio de Janeiro, i den sydöstra delen av landet, 900 km sydost om huvudstaden Brasília.
Omgivningen kring Rio Mocotó är huvudsakligen savann. Området är mycket glesbefolkat, med 5 invånare per kvadratkilometer.